# Aréna (Écault)
Pour les articles homonymes, voir Aréna.
Aréna est un ancien musée consacré au monde des dunes et un centre d'interprétation de l'environnement, situé à Écault dans le nord de la France.

## Historique
Aréna ouvre à Écault en 2001. Le coût de sa création par la commune est de 11 millions de francs (soit environ 1,7 million d'euros).
En 2010, le site accueille 4 838 visiteurs. En 2014, ce nombre passe à 2 585 visiteurs, soit une baisse de 47 %. Les difficultés économiques poussent le centre à fermer plusieurs semaines pendant l'été 2015.
En 2018, le centre ferme définitivement ses portes et accueille désormais le siège du parc naturel marin des estuaires picards et de la mer d'Opale

## Localisation
Aréna se situe à Écault (hameau dépendant de la commune de Saint-Étienne-au-Mont), dans le département du Pas-de-Calais, à environ 10 km au sud de Boulogne-sur-Mer.
Le centre est situé sur la Côte d'Opale, au bord de la Manche, au cœur des dunes d'Écault, site naturel protégé, et à proximité de la forêt domaniale d'Écault et de la plage d'Écault.

## Description
Aréna est un site touristique qui met à disposition du public une muséographie interactive, pédagogique et ludique sur le littoral, ainsi que des animations pédagogiques variées pour la découverte des milieux naturels.
Le but du centre est de sensibiliser les visiteurs à notre patrimoine naturel, la nature et l'environnement. Il permet une découverte sur la formation de la dune, la richesse de la faune et de la flore, les rapports entre l’homme et la nature, etc.
Pendant les vacances estivales, des artistes et des professionnels viennent au travers d’ateliers, d’expositions et de chantiers, présenter leur passion en créant un lien avec le milieu naturel.

## Les Dunes d'Écault
Aréna assure la protection des dunes d'Écault, site naturel protégé, répertorié par le réseau Natura 2000, propriété du conservatoire du littoral et géré par Eden 62 (gestion et protection des sites naturels du département). Elles abritent une faune et une flore importante.

## Administration
Aréna est géré par la communauté d'agglomération du Boulonnais depuis 2004.
Il appartient également au parc naturel régional des Caps et Marais d'Opale.